# 주영편
주영편(晝永編)은 조선 후기의 학자 정동유(鄭東愈, 1744년 4월 2일(음력 2월 20일)~ 1808년 2월 16일(음력 1월 20일))가 저술한 필기(筆記), 차기(箚記)이다. 상하2책. 필사본.

## 개요
《주영편》이라는 제목은 "낮이 긴 여름철"이라는 뜻으로, 서문에서 저자 정동유는 낮이 긴 여름철의 무료함을 달래기 위해서 바둑이나 장기 대신 무언가를 적어보자는 생각에 이 책을 저술하게 되었다고 밝히고 있다. 서문에서는 "을축년(1805년)" 여름에 쓰기 시작해 동짓달(12월)에 완성하였다고 하였으며, 현재 전하는 사본 절반에서 하권 저작명 하단에 병인록(丙寅錄)이라 기재되어 있는 것을 통해 상권이 을축년(1805년)에 먼저 완성되고 하권은 병인년(1806년) 즉 상권을 쓴 이듬해에 쓰여진 것으로 보인다.
《주영편》이 다루는 지식의 범위는 현대 분과 학문의 관점에서는 인문학과 사회과학, 자연과학의 각 부문에 폭넓게 걸쳐 있다.

## 내용
상권에서는 지리, 건축, 역법, 세시풍속, 민속, 외국, 표류, 청나라, 고려, 사물의 기원, 제도, 역사, 문헌, 금석문 등을, 하권에서는 훈민정음, 어휘, 저술, 문물, 일본의 유학(儒學), 붕당, 학술, 지역, 선조, 명현, 문학, 사물, 노비제도 등을 다루고 있다. 구성은 상권 100칙(則), 하권 102칙으로 상하 합쳐 202항목으로 이루어져 있으며, 필기 또는 차기라는 글쓰기 방법을 차용해 다양한 주제에 대해 저자 본인의 생각이 떠오르는 대로 분량에 구애받지 않고 증거를 제시해 입증하거나 자신의 견해를 밝히거나, 인용하고 사례를 장황하게 열거하면서 분석하였다.
한국어학에서 《주영편》이나 그 저자 정동유는 스승이었던 이광려를 비롯한 여러 소론 선배들의 장구한 연구를 이어받고 다시 아들 우용과 윤용, 류희를 통해 근대 국어학으로 이어지는 학맥의 고리 역할을 하고 있다는 평가를 받는다. 《주영편》 하권의 경우 훈민정음의 특징과 가치를 분석한 다음 신숙주와 최세진이 훈민정음을 개정하고 오류를 일으킨 점을 지적하거나 '치다', '늦다' 등 한국어 어휘에 대한 분석을 시도하였고, 한국에만 존재하는 고유 한자는 물론 영어 알파벳, 표류인으로부터 수집한 포르투갈 어휘 등의 언어 현상에 대해서도 깊이 있게 다루었다.
《묵수당집》(默水堂集)에 실린 글을 보았더니 "서양의 자음은 24개 자모가 있어 그 자모를 배합해 글자를 이루고 말소리를 이루며, 글자를 합해 구절을 이루고 뜻을 이룬다"라는 중국인의 설명이 실려 있었다. 설명에 따르면 우리나라 훈민정음과 비슷한 부류로 보인다. 그런데 자모가 24개뿐이라면 모르겠으나 중성으로 자모를 만들지 않은 점만은 분명하다. 무릇 중성으로 만든 자모는 상세하면 할수록 더욱 혼란스러워진다. 서양인들은 이런 일들을 매우 잘 알고 있으므로 틀림없이 사람들이 쉽고 간편하게 이해하도록 했을 것이다.

순조 원년(1801년) 8월에 제주도 당포에 표류한 포르투갈 상선의 선원들이 쓰던 말을 전해 듣고 "그들 가운데 지금까지 생존한 자가 만약 여러 해 동안 더 살아 있게 된다면 반드시 우리나라 사람과 말이 통하게 될 것이다. 언어가 통하기만 하면 아마도 이 말이 어느 나라 말인지 알 수 있을 것이다."라는 기대를 보이면서 주영편 본문에 그 언어를 언문(한글)로 적어두었는데, 당시 정동유는 안남어로 알았으나 실제로는 포르투갈어였으며, 표기의 오류나 작은 개념 차이로 완전히 일치하지는 않지만 하늘을 '실우', 임금을 '러이', 산을 '몬떼', 깃발을 '만데라'라고 부른 것 등 현대 포르투갈어와 유사한 단어들을 찾아볼 수 있다.
《주영편》은 어학 뿐 아니라 과거로부터 전해 내려오는 민담이나 사회 민속, 제도와 문물, 역사와 지리 등에 대한 고증도 시도했는데, "납일 전에 눈이 세 번 오면 풍년이 든다"는 속설에서 눈이 세 번 온다는 말은 말 그대로 눈이 내리는 현상이 세 번 일어나는 것이 아니라 눈이 녹았다 쌓이는 과정을 세 번 반복하는 것을 의미한다고 보았으며, 농사에서 눈이 내리는 것을 중시하는 이유는 (녹은 눈이) 토양을 적셔서 기름지게 하고 메뚜기 유충을 없애주는 데 있으며, 눈이 세 번 오는 현상에서도 겨울 눈이 쌓여서 막히고 얼어붙어서 추운 것은 좋지 않고 눈 녹은 물이 땅으로 흘러들어야 귀한 것이라는 과학적인 유추를 들어 설명했다.
또 석가탄신일이 4월 8일이라는 통설에 대해 《요사》(遼史)나 《금사》(金史), 《고려사》(高麗史)에서 2월 8일에 불탄절 행사를 거행했다는 기록이 있음을 들어 2월 8일이 맞을 수도 있다고 주장하거나, 고려 말 정몽주(鄭夢周)의 혈흔이 선죽교(善竹橋)에 남아있다는 이야기에 대해서도 선죽교의 혈흔 자체가 사물의 이치상 맞지 않고 17세기 이전의 문헌에서 선죽교 혈흔을 운운한 기록이 없음을 들어 비교적 근래에 만들어진 전설이 와전된 것이 아니냐는 견해를 피력했다. 사회 분야에서 다른 나라에 비해 조선 건축이 규모가 작은 이유를 분석하려 시도한다거나, 노비제도가 왜 조선에서만은 사라지지 못했는지에 대해서 분석하면서 "양반들이 자신만 이롭게 하려는 의도에서 형성하고 유지시킨 것"이라는 비판적인 견해를 피력하였으며, 성리학과 양명학의 분쟁에 대해서는 조선과 중국 제지공의 일화를 들어 다 한 뿌리에서 나온 것인 줄도 모르고 서로를 인정하려 들지 않는 꼴이라고 비판하기도 하였다.

## 사본
《주영편》은 현재까지 8종의 필사본이 알려져 있다. 한국 국립중앙도서관에 1종, 서울대학교 중앙도서관 가람문고와 규장각에 모두 3종(중앙도서관 1종, 규장각 2종), 고려대학교 도서관에 1종, 연세대학교 도서관에 2종, 일본 도쿄대학 아가와 문고(阿川文庫) 소장본 1종이다. 이 가운데 서울대학교 중앙도서관 가람문고에 소장된 것(가람본)이 가장 널리 알려진 사본이다.
서울대학교에는 가람본 외에도 규장각에 소장된 일사본과 4권본이 있고, 이 중 가람문고본과 규장각 일사본와 고려대, 연세대 한창수본은 상권(84장)과 하권(84장) 전체 168장의 장수나 각 1면의 10개 행, 1행의 21개 자수가 거의 완벽하게 일치하고 있으며(이 중 서울대 4권본과 연세대, 고려대본은 모두 하권 61칙과 62칙의 순서가 바뀌어 있다) 동일한 형식으로써 같은 계열의 사본으로 추정되고 있지만 어느 것이 선행본인지는 분명하지 않다. 국립중앙도서관 소장본은 필사시기가 "단기 4283년(1950년) 1월일 등사"로 되어 있으며, 규장각 소장 4권본을 저본으로 필사한 것으로 현대에 들어 와서 필사한 책인 데다 4권본보다도 오류가 매우 심하다. 이들 사본 가운데 하권 저작명 하단에 '병인록'이라고 기재된 것은 규장각 일사본과 고려대, 연세대본 그리고 아가와문고본이다.
1971년 서울대학교 고전간행회에서 가람본을 토대로 고병익의 해제를 달아 '서울대학교고전총서'로 영인 간행하였으며, 이를 저본으로 남만성이 번역하였다.

## 번역
1923년 일본인 시미즈 겐키치가 상권 일부를 초역, 《숙향전》과 함께 《선만총서》(鮮滿叢書) 제8권으로 자유토구사(자유토구사)에서 간행하였고, 1936년 일본 도쿄 조선문제연구소에서 《목민심서》(牧民心書), 《아언각비》(雅言覺非), 《해유록》(海遊錄)과 함께 《주영편》의 상하권에서 94칙을 뽑아 번역 간행하였는데, 《주영편》을 "조선의 미신을 타파하고 탁월한 식견을 보여준 책"이라며 번역 동기를 밝혔다.
양명학자이자 독립운동가였던 위당 정인보(鄭寅普)는 1931년 1월 《동아일보》에 실은 조선고서해제의 하나로써 당시 자신이 소장하고 있었던 《주영편》의 의의를 밝히는 글을 썼으며, 《주영편》의 특징을 가학의 연원과 양명학에 기반을 둔 시각, 국고(國故)에 대한 전문적인 연구, 훈민정음과 민생에 집중한 사유, 방만하지 않고 간결한 서술 태도, 모방을 꺼리고 자기본원에서 우러나온 학문 등으로 요약하며 "조선학의 핵심 저술"로 평가하였다.
1971년 남만성이 서울대학교 고전총서 영인본을 저본으로 번역, 을유문고2책으로 출간하였는데, 주영편의 최초 번역이라는 의의가 있었지만 이본을 교감하지 않고 난해한 부분은 제외한 채 번역했으며 참고할 주석도 적다는 문제점이 있었다. 2016년 한국의 출판사 휴머니스트에서 안대회, 서한석 등 성균관대학교 한문학과 대학원생들이 《주영편》을 번역 출간하였다.

## 같이 보기
- 국학
- 실학
- 정인보